# Ved verdens ende (film fra 2009)
 For alternative betydninger, se Ved verdens ende. (Se også artikler, som begynder med Ved verdens ende)
Ved verdens ende er et humoristisk actioneventyr fra 2009, som er instrueret af Tomas Villum Jensen og skrevet af Anders Thomas Jensen. Filmen havde Danmarkspremiere 9. oktober 2009, er produceret af M&M Productions og distribueret af Nordisk Film.
I hovedrollerne ses Nikolaj Coster-Waldau, Nikolaj Lie Kaas og Birgitte Hjort Sørensen. Herudover medvirker Søren Pilmark, Ulf Pilgaard, Nicolas Bro, Birthe Neumann, Peter Schrøder m.fl.

## Handling
Under optagelserne af et naturprogram i den indonesiske regnskov opdager et engelsk tv-hold en meget speciel, hvid blomst, men da de nærmer sig, bliver de skudt og dræbt af den danske eneboer Severin Geertsen (Nikolaj Coster-Waldau). Kort efter sendes den danske kriminalpsykiater Adrian (Nikolaj Lie Kaas) og hans assistent, Beate (Birgitte Hjort Sørensen), til Indonesien for at mentalundersøge den dødsdømte Severin, der ikke alene påstår, at han er 129 år gammel, men også, at det er bladene fra hans blomst, der har holdt ham ung. Det lyder som det pure opspind, men inden der er gået 12 timer, er Adrian, Severin og Beate på vild flugt fra internationale lykkejægere – og den indonesiske hær. Alle jager de blomsten, der kan give evigt liv

## Medvirkende
- Adrian Gabrielsen – Nikolaj Lie Kaas
- Beate – Birgitte Hjort Sørensen
- Severin Geertsen Nikolaj Coster-Waldau
- Mikael Feldt – Nicolas Bro
- Consul – Søren Pilmark
- Werner Gabrielsen – Ulf Pilgaard
- Bitten Gabrielsen – Birthe Neumann
- Jacobsen – Peter Schrøder
- Jack Pudovski – Steven Berkoff
- Aribert – Matthias Hues
- Rudy Huber – Blerim Destani
- General Somchaik – Kee Chan